# Coll de la Croix de Fer

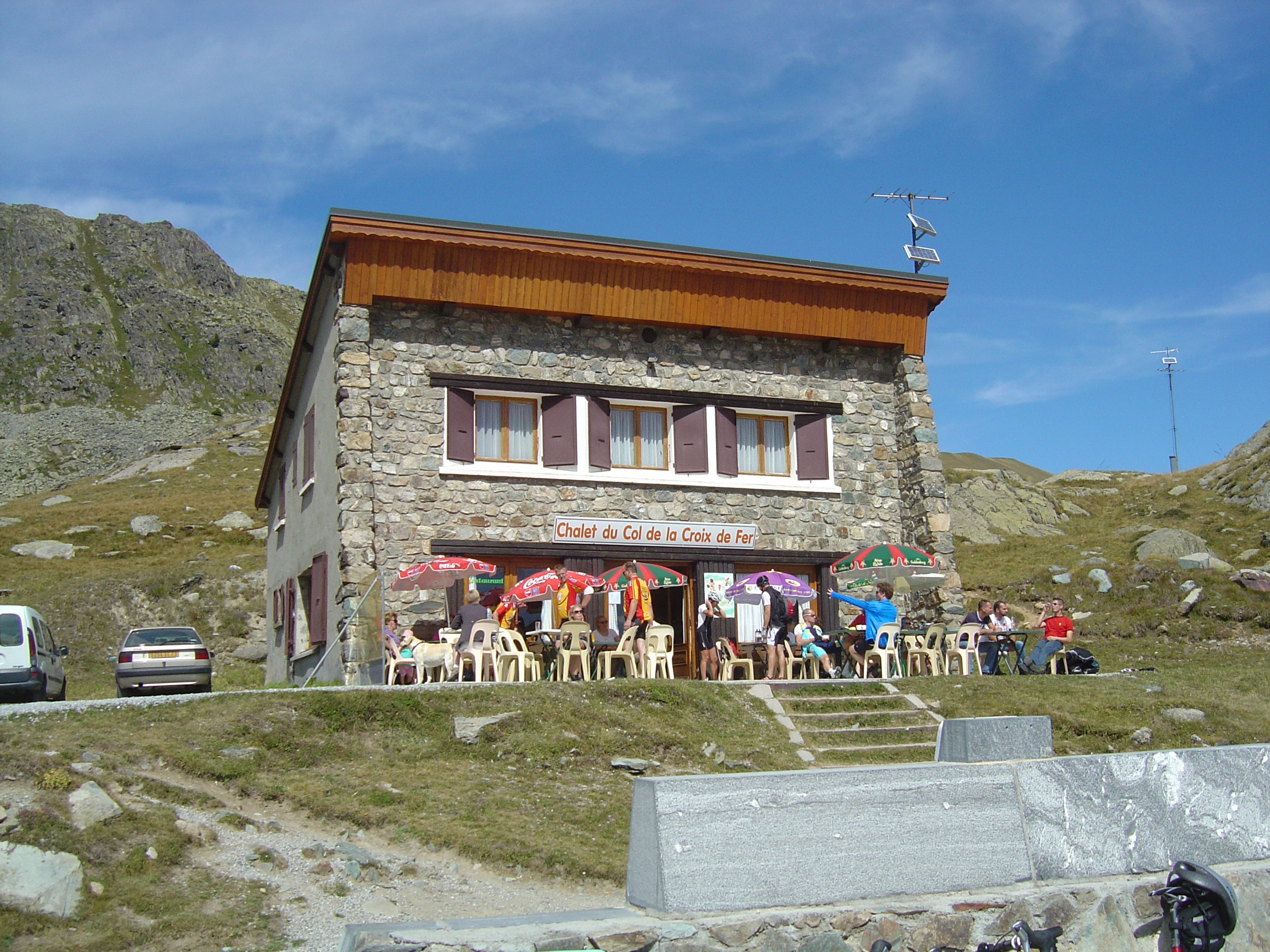
Xalet del coll de la Croix-de-Fer.

El coll de la Croix de Fer és un port de muntanya que es troba als Alps francesos, al departament de la Savoia, a una alçada de 2.068 msnm. El coll se situa entre els massissos de les Grandes Rousses i d'Arves, unint Saint-Jean-de-Maurienne, al nord, amb Bourg-d'Oisans, al sud.
La carretera fou inaugurada el 14 de juliol de 1912. Des de Saint-Jean-de-Maurienne, pel vessant nord-est té 29,5 km a una mitjana del 5%, mentre que des Rochetaillée, al sud-oest té 31,5 km a una mitjana del 4,5%. Venint per aquest vessant hi ha una cruïlla a manca de 2,5 km del cim que condueix al coll del Glandon.

## El coll de la Croix de Fer al Tour de França
El coll fou superat per primera vegada al Tour de França en l'edició de 1947 i fins avui han estat 19 les vegades en què s'ha superat. El 2015 es pujà en dues ocasions.
| Any  | Etapa | Categoria | Ciclista                 |
| ---- | ----- | --------- | ------------------------ |
| 2022 | 12    | HC        | Giulio Ciccone (ITA)     |
| 2018 | 12    | HC        | Steven Kruijswijk (NED)  |
| 2017 | 20    | HC        | Thomas De Gendt (BEL)    |
| 2015 | 20    | HC        | Alexandre Geniez (FRA)   |
| 2015 | 19    | HC        | Pierre Rolland (FRA)     |
| 2012 | 11    | HC        | Fredrik Kessiakoff (SWE) |
| 2008 | 17    | HC        | Peter Velits (SVK)       |
| 2006 | 16    | HC        | Michael Rasmussen (DEN)  |
| 1999 | 10    | HC        | Stéphane Heulot (FRA)    |
| 1998 | 15    | HC        | Rodolfo Massi (ITA)      |
| 1995 | 10    | HC        | Richard Virenque (FRA)   |
| 1992 | 14    | HC        | Eric Boyer (FRA)         |
| 1989 | 17    | HC        | Gert-Jan Theunisse (NED) |
| 1986 | 18    | 1         | Bernard Hinault (FRA)    |
| 1966 | 16    | 1         | Joaquim Galera (ESP)     |
| 1963 | 16    | 1         | Claude Mattio (FRA)      |
| 1961 | 10    | 1         | Guy Ignolin (FRA)        |
| 1956 | 18    | 1         | René Marigil (ESP)       |
| 1952 | 11    | 1         | Fausto Coppi (ITA)       |
| 1948 | 14    | 1         | Gino Bartali (ITA)       |
| 1947 | 8     | 1         | Fermo Camellini (ITA)    |